# Aleksandr Aroetjoenjan
Aleksandr Aroetjoenjan (Armeens: Ալեքսանդր Գրիգորի Հարությունյան; Aleksandr Grigori Harutjunjan, Russisch: Алекса́ндр Григо́рьевич Арутюня́н; Aleksander Grigorjevitsj Aroetjunjan) (Jerevan, 2 september 1920 - Jerevan, 28 maart 2012) was een Armeens componist. 

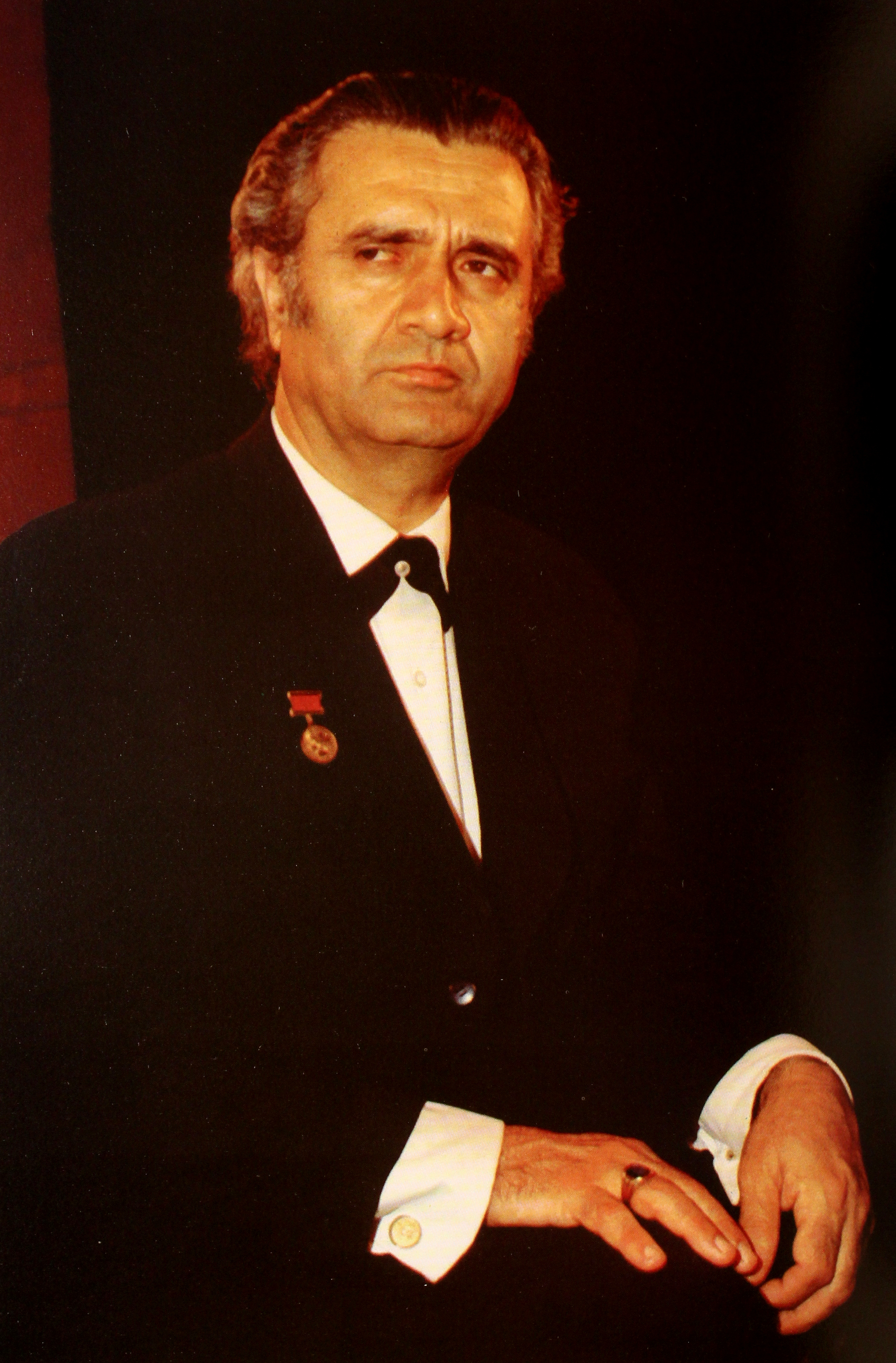
Aleksandr Aroetjoenjan

Hij stond eigenlijk zijn leven lang in de schaduw van Armeniës bekendste componist Aram Chatsjatoerjan en in mindere mate Alan Hovhaness. Hij combineerde de stijlen van voornamelijk Chatsjatoerjan en de oercomponist van Armenië Komitas. Was Chatsjatoerjan nogal somber van aard, Aroetjoenjan was het tegenovergestelde. Zijn werk klinkt vitaal en levenslustig. Zijn eerste opleiding (piano en compositie, vanaf 1934) kreeg hij in Jerevan zelf. Later (1944) volgde hij studies aan het Moskou Conservatorium bij Genrikh Litinsky.
Zijn werken zijn van uiteenlopende aard: concerto's, symfonische gedichten voor solo-instrumenten en –zangers met orkest, soloconcerten voor koperen blaasinstrumenten en orkest (de eerste van Armeense bodem), waaronder ook de Armeense schetsen voor koperkwintet. Daarnaast ook een Concertino voor piano (1951), een Sinfonietta (1966), een Vioolconcert (1988) (ter nagedachtenis aan Spitak), een trompetconcert (1950) en een opera Sayat-Nova (1967).
Hij is enige tijd als docent compositie verbonden geweest aan het Conservatorium van Jerevan, was natuurlijk Artiest van het Volk van Armenië tijdens het Sovjet-Unie-tijdperk, maar kreeg ook de Orpheus Award van Kentucky, VS.
Op 91-jarige leeftijd overleed hij in 2012 in zijn geboortestad.

## Bron
Onder meer uitgave Chandos 9566.